# Ouvrouer-les-Champs
Ouvrouer-les-Champs település Franciaországban, Loiret megyében. Lakosainak száma 539 fő (2022. január 1.). Ouvrouer-les-Champs Saint-Denis-de-l’Hôtel, Châteauneuf-sur-Loire, Férolles, Jargeau, Sigloy, Tigy és Vienne-en-Val községekkel határos.

## Népesség
A település népességének változása:
| Lakosok száma | 286  | 334  | 378  | 480  | 574  | 581  | 558  | 547  | 542  | 539  |
|               | 1968 | 1982 | 1990 | 2006 | 2013 | 2015 | 2017 | 2019 | 2020 | 2022 |